# 白山川
白山川（はくさんがわ）は、大分県南部の豊後大野市を流れる大野川水系の河川である中津無礼川と奥畑川の総称である。名水百選に選定されている。

## 概要
傾山系の大白谷を源流とする清流で、ゲンジボタルの名所として知られている。
日本最大の水中鍾乳洞として知られる稲積水中鍾乳洞もこの川の源流のひとつであるが、上流約5kmの豊後大野市三重町白谷の河原に浸透する白山川の水が稲積山をつくる石灰岩層中に形成された洞窟地下水系を経て、本鍾乳洞に湧くものである。そのため、降雨の少ない季節には白山川の水はすべて白谷で消失し、下流はしばらくの距離、涸れ川となる。
- 名水百選「白山川」湧水口

## 環境保全
また、地域では「白山川を守る会」を結成して河川浄化に取り組んでおり、有機リン酸系合成洗剤の使用禁止や農薬使用の軽減等の取り組みを行っている。